# Laura Molina
Laura Molina Fernández (* 13. September 1988 in Sevilla) ist eine spanische Badmintonspielerin.

## Karriere
Laura Molina gewann national bis 2004 neun Titel bei spanischen Juniorenmeisterschaften. 2004 siegte sie international erstmals im Mixed mit Carlos Longo bei den Brazil International. Drei Jahre später wurden beide Dritte bei den Victoria International. Bei den Weltmeisterschaften 2005 und 2010 unterlag Molina jeweils im Auftaktmatch und konnte sich somit nicht im Vorderfeld platzieren.

## Sportliche Erfolge
| Saison | Veranstaltung                               | Disziplin   | Platz | Name                                |
| ------ | ------------------------------------------- | ----------- | ----- | ----------------------------------- |
| 2000   | Spanien: Meisterschaft U15                  | Mixed       | 1     | Laura Molina / Alejandro Barriga    |
| 2000   | Spanien: Meisterschaft U15                  | Damendoppel | 1     | Laura Molina / Maria Carmen Artacho |
| 2001   | Spanien: Meisterschaft U15                  | Mixed       | 1     | Laura Molina / Alejandro Barriga    |
| 2001   | Spanien: Meisterschaft U15                  | Dameneinzel | 1     | Laura Molina                        |
| 2001   | Spanien: Einzelmeisterschaften der Junioren | Mixed       | 1     | Carlos Longo / Laura Molina         |
| 2002   | Spanien: Meisterschaft U15                  | Dameneinzel | 1     | Laura Molina                        |
| 2002   | Spanien: Meisterschaft U15                  | Damendoppel | 1     | Laura Molina / Ana María Aja        |
| 2003   | Spanien: Einzelmeisterschaften der Junioren | Mixed       | 1     | António J. Barriga / Laura Molina   |
| 2004   | Spanien: Einzelmeisterschaften der Junioren | Dameneinzel | 1     | Laura Molina                        |
| 2004   | Brazil International                        | Mixed       | 1     | Carlos Longo / Laura Molina         |
| 2007   | Victoria International                      | Mixed       | 3     | Carlos Longo / Laura Molina         |
| 2007   | North Shore City International              | Mixed       | 1     | Carlos Longo / Laura Molina         |